# バケットクラッシャー

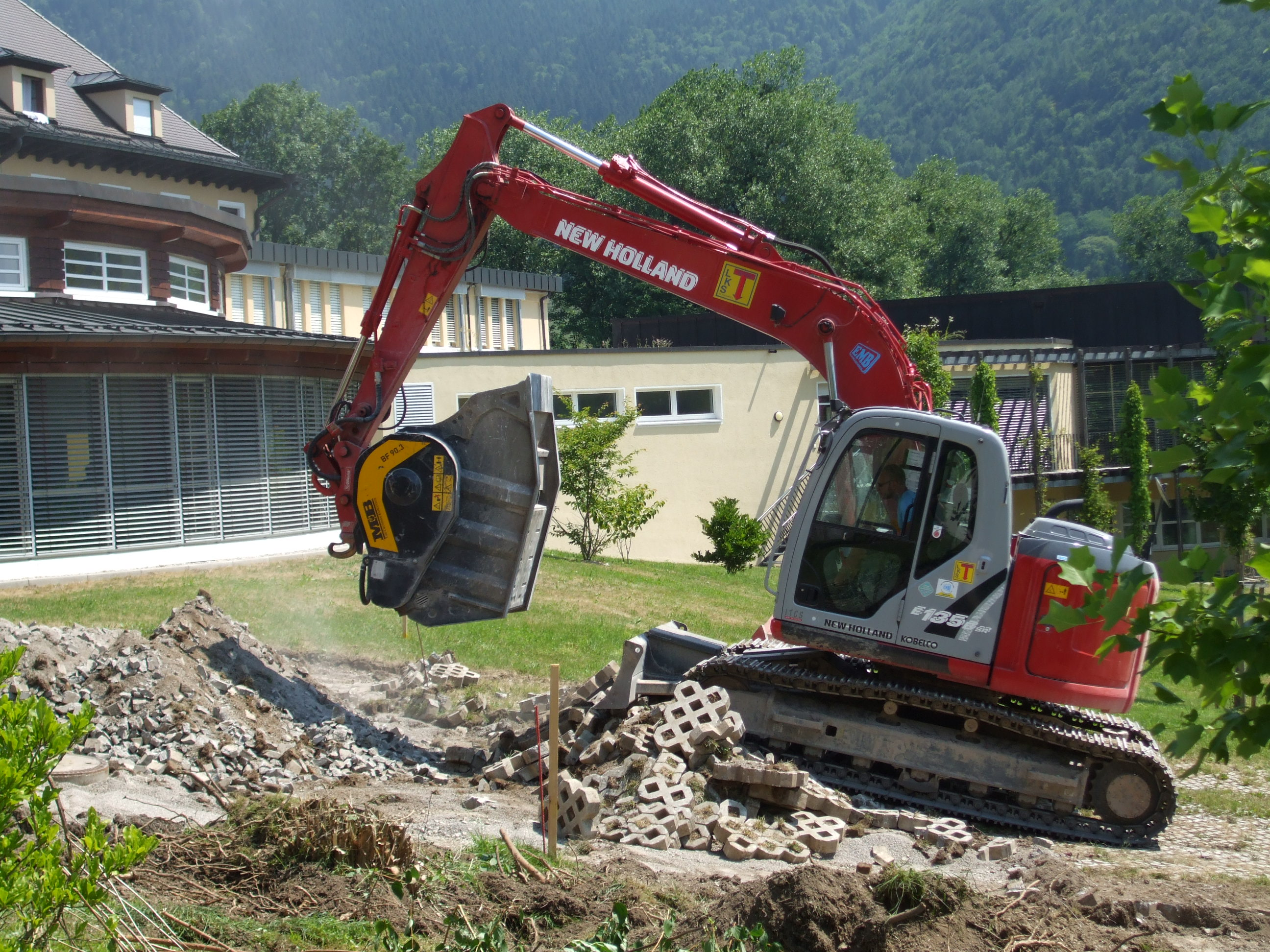
バケットクラッシャー

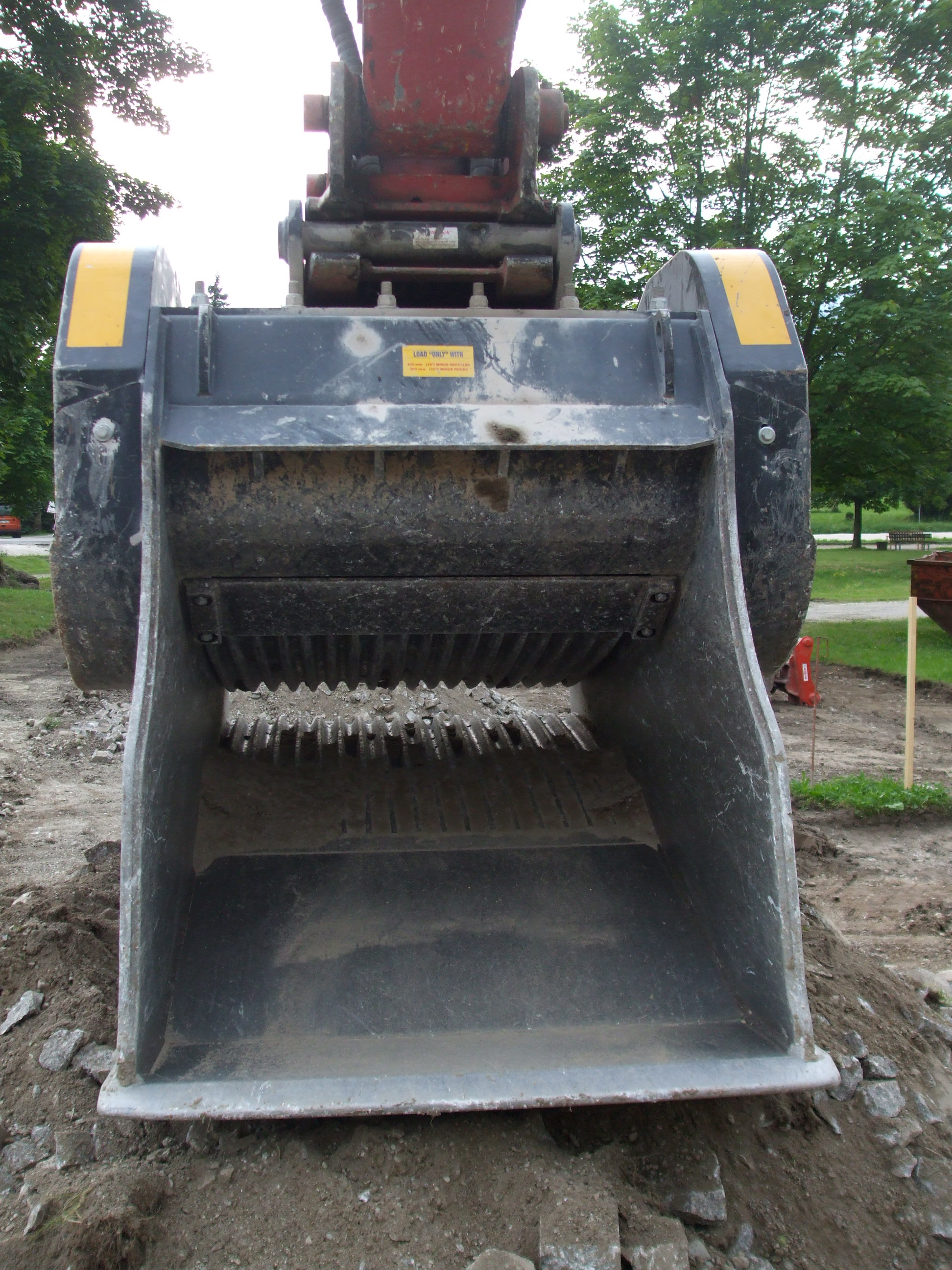
バケットクラッシャー

バケットクラッシャーは、クラッシャー（破砕機）の一種である。

## 概要
油圧ショベルなどの建設機械に取り付けて使用するアタッチメントの一つ。
油圧モータと2つのジョーを備えたバケットで、硬い素材を破砕する。処理対象物はコンクリート、アスファルト、レンガ、タイル、自然石、ガラス等と多岐に渡る。
バケットクラッシャーと油圧ショベルの連結にはカプラーを用い、油圧ショベルの油圧配管との連結には2本から3本のチューブを用いる。
バケットに取り込んだ対象物は、垂直に保たれたバケットの中でジョーの動作により破砕され、下部から下に落とされる。破砕サイズは調節可能。

## 特徴
- 建設機械の運転席から操作できるので使用が容易
- ダンプに載せて運搬できるのでコスト削減が期待できる
- 処理材が再利用できる場合、廃材の再資源化に貢献
- 低コスト、最小回数でのメンテナンス
- 使用の際、油圧ショベル1台と作業員1人のみが必要
- 特殊車両が入り込めない、あるいは大型機械設備が設置できないような狭い場所でも簡単に運搬・作業が可能

## リサイクルの観点から
近年、廃棄物の発生量が増大し、廃棄物処理に関する問題が深刻化している。そして、今後も建設廃棄物の排出量が増大すると予測されている。そこで、コンクリート塊、アスファルト・コンクリート塊、建設発生木材の建設廃棄物の適正処理と再資源化の促進を目的として建設リサイクル法（建設工事に係る資材の再資源化等に関する法律）が制定・公布された（平成12年5月31日公布）。
従来の固定式・自走式クラッシャーに加え、アタッチメント式の破砕機の適切な使用により、建設廃棄物の適正処理と再資源化が期待されている。従来の破砕機等を使用した活用例はすでに報告されている。